# Ficimia variegata
Espèce
Synonymes
- Amblymetopon variegata Günther, 1858

Statut de conservation UICN

 DD  : Données insuffisantes
Ficimia variegata est une espèce de serpents de la famille des Colubridae.

## Répartition
Cette espèce est endémique du Mexique. Elle se rencontre dans les États de Campeche, de Chiapas, de Colima, d'Oaxaca et de Veracruz.

## Description
Dans sa description Günther indique que le spécimen en sa possession mesure environ 39 cm dont 7 cm pour la queue. Son dos est blanc rosé et présente une soixantaine de rayures transversales fines de couleur noire dont deux se trouvent au niveau de la nuque. Ses flancs sont tachetés de noir. Sa face ventrale est uniformément blanchâtre.

## Publication originale
- Günther, 1858 : Catalogue of Colubrine Snakes in the Collection of the British Museum, London, p. 1-281 (texte intégral).